# Всеобщие выборы в Эквадоре (2009)
Всеобщие выборы в Эквадоре в 2009 году стартовали 26 апреля. Это первые выборы после утверждения новой конституции на референдуме 28 сентября 2008 года. В один день прошли выборы президента, 124 членов Национальной ассамблеи и местных властей: 46 префектов и их заместителей, 221 мэра и 1581 представителя муниципалитетов.
Среди кандидатов в президенты были действующий глава государства Рафаэль Корреа и его основной конкурент кандидат от партии патриотического сообщества бывший президент Лусио Гутьеррес. Другие кандидаты — это миллиардер Альваро Нобоа (кандидат в вице-президенты Аннабелла Азин), представитель социалистической партии Марта Рольдос Букарам, социал-демократ Карлос Гонсалес, Диего Дельгадо от левых сил и независимые кандидаты Карлос Сагньай и Мельба Хакоме.
Согласно предварительному подсчёту голосов уже 26 апреля Рафаэль Корреа объявил себя победителем в президентской гонке, так как он набрал 50,97 % голосов избирателей, уверенно лидируя среди других кандидатов.